# Słowik hiszpański
Słowik hiszpański (tytuł oryg. Torrent) – amerykański niemy dramat filmowy z 1926, który wyreżyserował Monta Bell. Adaptacja powieści Vicente Blasco Ibáñeza.
Główne role w filmie zagrali Ricardo Cortez i Greta Garbo (aktorzy nie darzyli się sympatią). Słowik hiszpański był pierwszym filmem Garbo nakręconym w Ameryce. Mentor aktorki, Mauritz Stiller, początkowo miała nakręcić obraz, jednak studio MGM w ostatniej chwili zdecydowało, że reżyserem zostanie Monta Bell. Film okazał się sukcesem kasowym, a Garbo dostała pozytywne recenzje. Magazyn „Variety” napisał o niej, że „ta dziewczyna ma wszystko: wygląd, umiejętności aktorskie i osobowość”.

## Obsada
- Ricardo Cortez – Don Rafael Brull
- Greta Garbo – Leonora Moreno (La Brunna)
- Gertrude Olmstead – Remedios Matías
- Edward Connelly – Pedro Moreno
- Lucien Littlefield – Cupido
- Martha Mattox – Doña Bernarda Brull
- Lucy Beaumont – Doña Pepa Moreno
- Tully Marshall – Don Andrés
- Mack Swain – Don Matías
- Arthur Edmund Carewe – Salvatti
- Lillian Leighton – Isabella